# Valtin Havenkenthal
Valtin Havekenthal, latinizzato in Valens Acidalius (Wittstock, 25 maggio 1567 – Neisse, 25 maggio 1595), è stato un poeta e scrittore tedesco, scrisse in lingua latina.
Figlio di un pastore di Wittstock, studiò nell'Università di Rostock, Greifswald e Helmstedt, dove ebbe fra i suoi maestri Giordano Bruno. Nel 1590 accompagnò l'amico Daniel Rindfleisch in Italia, dove pubblicò la sua prima opera letteraria, un'edizione di Velleio Patercolo. Studiò anche medicina e filosofia, laureandosi a Bologna.
Preferì tuttavia dedicarsi a studi di filologia classica; tornato in Germania nel 1593, si stabilì a Breslavia, la città natale di Rindfleisch. Nella primavera del 1595 accettò l'invito dell'amico e protettore, il cancelliere Wacker von Wackenfels di lavorare a Neisse, dove tuttavia morì pochi giorni dopo.

## Opere
- Velleius Paterculus, Padova 1590
- Animadversiones in Curtium, Francoforte 1594
- Centuria prima epistolarum, Hannover 1606
- Divinationes et interpretationes in comoedias Plauti, Francoforte, 1607
- Notae in Taciti opera, Hannover 1607
- Notae in Panegyrici veteres, Heidelberg 1607